# 国道272号
国道272号（こくどう272ごう）は、北海道釧路市から標津郡標津町に至る一般国道である。

## 概要
通称は、産業道路、釧標国道、ミルクロードなど。なお、中標津市街地区間を通る中標津バイパスは「バイパス」の通称で親しまれている。
釧路市から釧路郡釧路町別保（別保原野交点）までは国道44号との重複区間である。
大半の区間が平坦地で線形は比較的良好で、全線が地域高規格道路の釧路中標津道路と並行しており、一部区間では地域高規格道路としての整備が進められていて、春別道路の区間には立体交差や片側2車線で整備されている箇所があり、釧路外環状道路に接続する。

### 路線データ

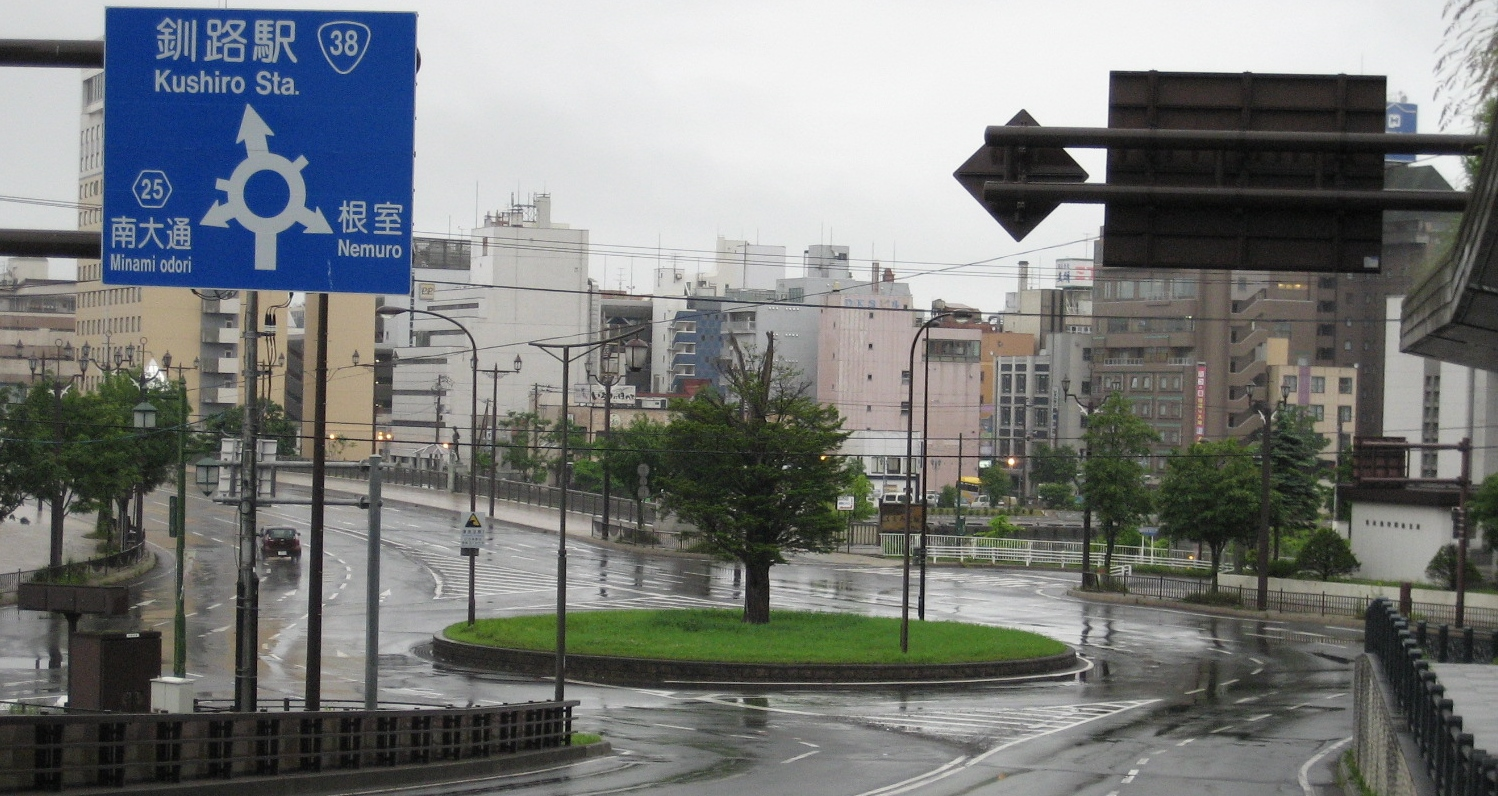
起点の様子

一般国道の路線を指定する政令に基づく起終点および重要な経過地は次のとおり。
- 起点：釧路市（大町一丁目9番1・幣舞ロータリー = 国道38号・国道336号終点、国道44号・国道391号起点）
- 終点：北海道標津郡標津町（南7条西1丁目・国道244号交点）
- 重要な経過地：北海道釧路郡釧路町、同道野付郡別海町
- 総延長 : 98.3 km（重用延長を含む。）[2][注釈 2]
- 重用延長 : 0.0 km[2][注釈 2]
- 未供用延長 : なし[2][注釈 2]
- 実延長 : 98.3 km[2][注釈 2]
  - 現道 : 98.3 km[2][注釈 2]
  - 旧道 : なし[2][注釈 2]
  - 新道 : なし[2][注釈 2]
- 指定区間：全線[3]

### 所管
- 北海道開発局釧路開発建設部
  - 釧路道路事務所
  - 中標津道路事務所

## 歴史
- 1954年（昭和29年）3月30日 - 標津郡中標津町本通 - 標津郡標津村の間が北海道道32号中標津標津線に認定される。
- 1963年（昭和38年） - 根釧開発幹線道路（北海道釧路市 - 北海道標津郡中標津町）の釧路村上別保 - 標茶町中茶安別までの第一期工事完成。
- 1968年（昭和43年）
  - 3月30日 - 根釧開発幹線道路（北海道釧路市 - 北海道標津郡中標津町）全面開通。
  - 8月9日 - 北海道道623号釧路中標津線に指定。
- 1970年（昭和45年）4月1日 - 一般国道272号（北海道釧路市 - 北海道標津郡標津町）として指定。
- 1993年（平成5年）12月 - 中標津バイパスの完成により、中標津市街地ルートは中心部を通るルートから郊外の桜ヶ丘付近を通るルートに変更。旧道は北海道道13号中標津標茶線と北海道道774号川北中標津線の一部として北海道に移管。
- 2002年（平成14年） - 釧路中標津道路（春別道路）一部供用開始。

## 路線状況

### 通称
- 産業道路

釧路と中標津を結ぶ新規の道路として建設された「根釧開発幹線道路」「産業道路」の名称の名残で、釧路・根室管内の地元住民やドライバーからは国道272号を「産業道路」の通称で親しまれている。
- 釧標国道

釧路と中標津・標津を結ぶことに由来する。
- ミルクロード

沿道に酪農家が多く牛乳を運ぶ主要道となっていることから。

### バイパス
- 中標津バイパス

### 重複区間
- 国道38号・国道44号・国道336号・国道391号（釧路市大町1丁目・幣舞ロータリー（起点） - 釧路市北大通・北大通5丁目、北大通6丁目交点）
- 国道44号・国道391号（釧路市北大通・北大通5丁目、北大通6丁目交点 - 北海道釧路郡釧路町中央・中央1交点）
- 国道44号（釧路郡釧路町中央・中央1交点 - 釧路郡釧路町別保・別保原野交点）

## 地理

### 通過する自治体
- 北海道
  - 釧路総合振興局
    - 釧路市 - 釧路郡釧路町 - 川上郡標茶町 - 厚岸郡厚岸町

  - 根室振興局
    - 野付郡別海町 - 標津郡中標津町 - 標津郡標津町

### 交差する道路
釧路市
- 北海道道25号釧路港線・北海道道53号釧路鶴居弟子屈線 : 大町1丁目（幣舞ロータリー、起点）

（国道38号、国道44号との重複区間は省略）
釧路郡釧路町
- 国道44号 : 別保（別保原野交点）
- 釧路外環状道路釧路別保IC : 別保

川上郡標茶町
- 北海道道221号塘路厚岸線 : 阿歴内
- 北海道道14号厚岸標茶線 : 中チャンベツ

野付郡別海町
- 国道243号 : 西春別
- 北海道道362号西春別春別停車場線 : 上春別
- 北海道道311号中西別計根別線 : 上春別栄町
- 北海道道362号西春別春別停車場線 : 上春別

標津郡中標津町
- 北海道道8号根室中標津線 : 桜ヶ丘
- 北海道道13号中標津標茶線 : 中標津
- 北海道道13号中標津標茶線 : 緑町
- 北海道道69号中標津空港線 : 桜ヶ丘
- 北海道道774号川北中標津線 : 東39条南
- 北海道道833号俣落西五条線 : 桜ヶ丘
- 北海道道994号中春別俵橋線 : 俵橋

標津郡標津町
- 国道244号（北海道道863号川北茶志骨線）：南7条西1丁目（終点）

## その他
国道272号の厚岸町トライベツ番外地付近を走行する際、陸上自衛隊矢臼別演習場を通過する。弾着地は国道より離れた位置にあり弾が国道を飛び越える事は無いが、射撃訓練中は危険を知らせる警戒のサイレンや赤色灯の回転と同時に自衛官が巡回しており、演習場区域ではむやみに停車や演習場内に入らない事が望ましい。